# Leendert Viervant

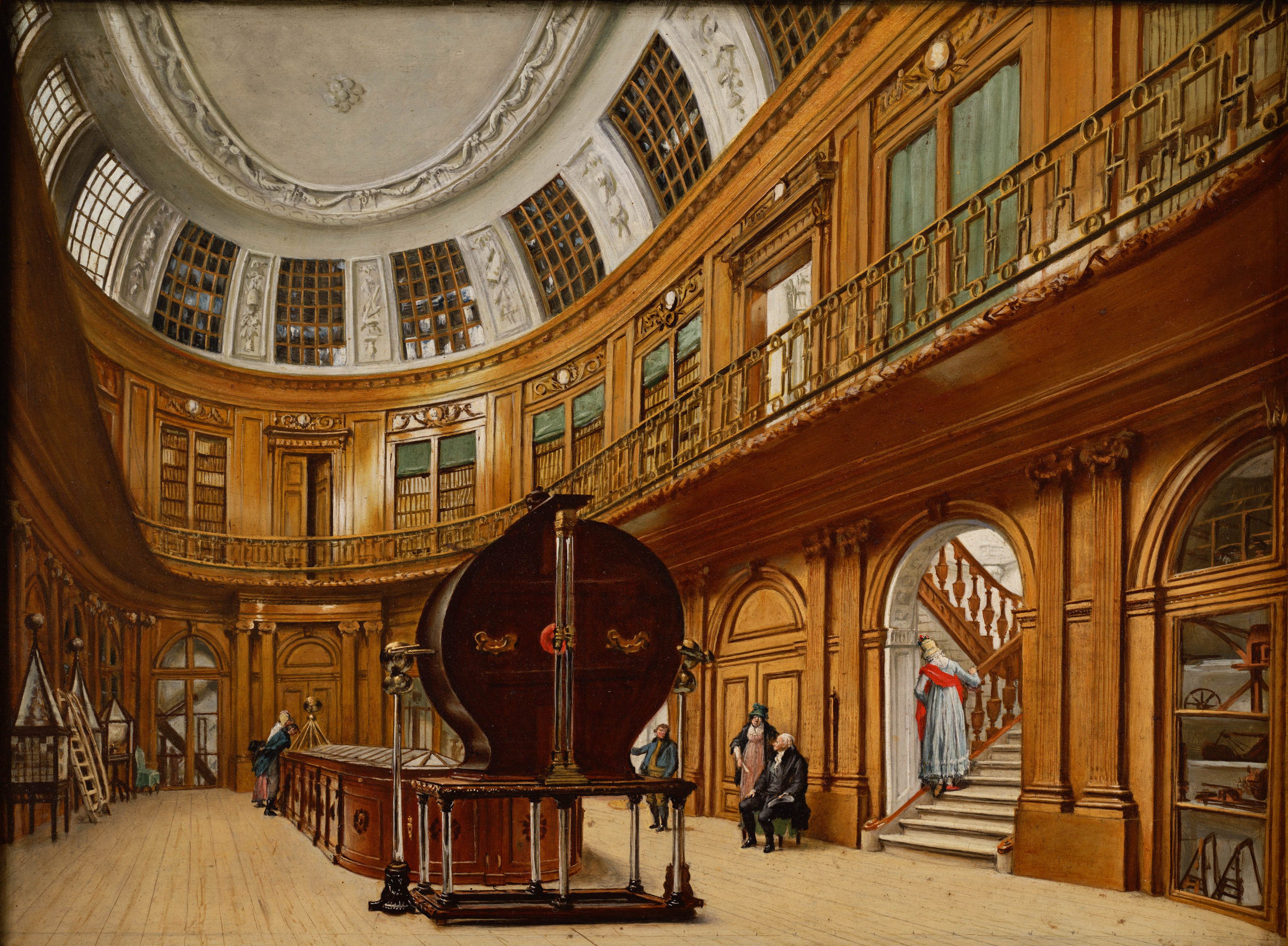
Schilderij van Wybrand Hendriks in 1800 van de beroemde Ovale Zaal in in Teylers Museum, tonend de grote elektriseermachine van Martinus van Marum.

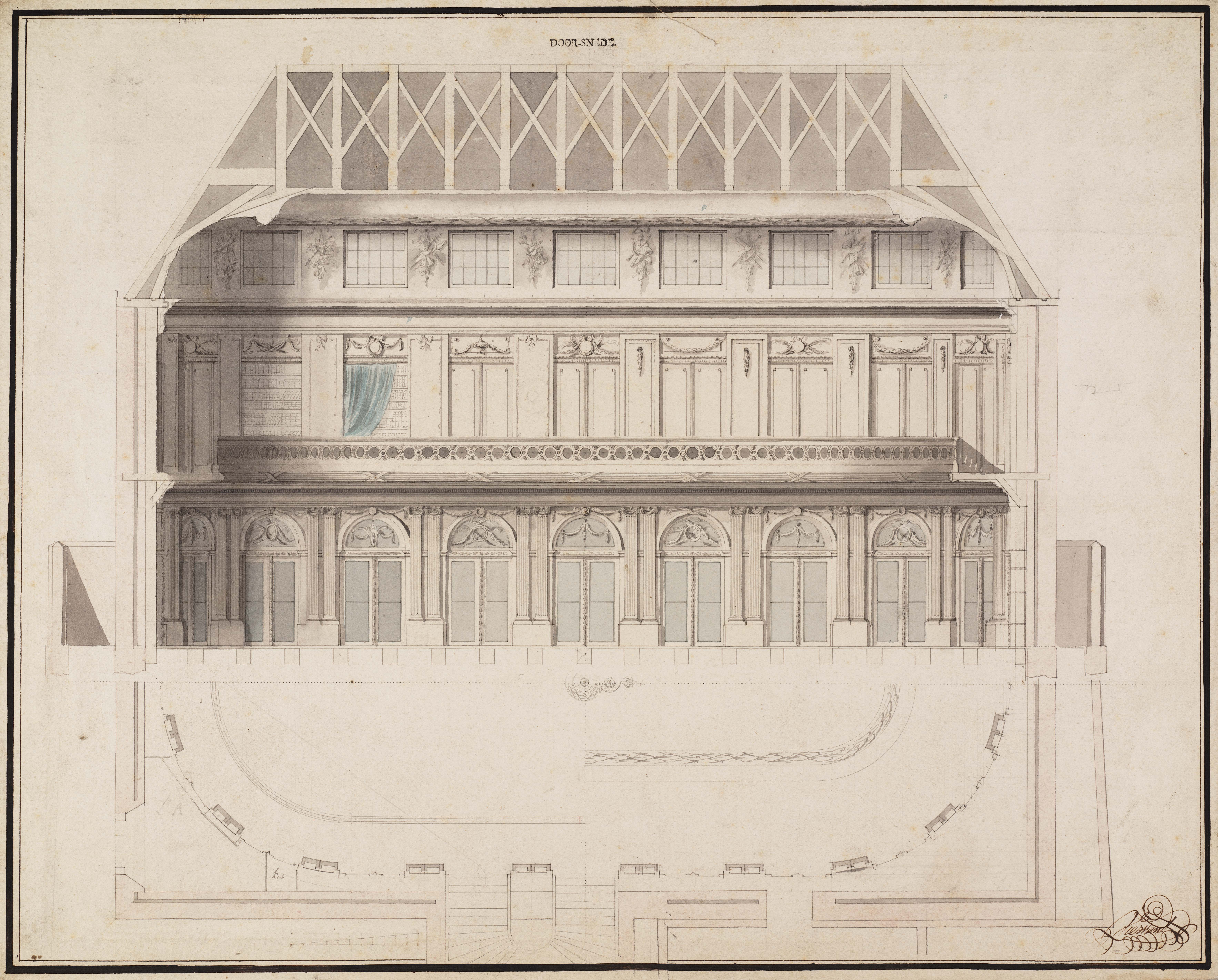
Leendert Viervant, Definitief ontwerp voor de Ovale Zaal; 480x600 mm.

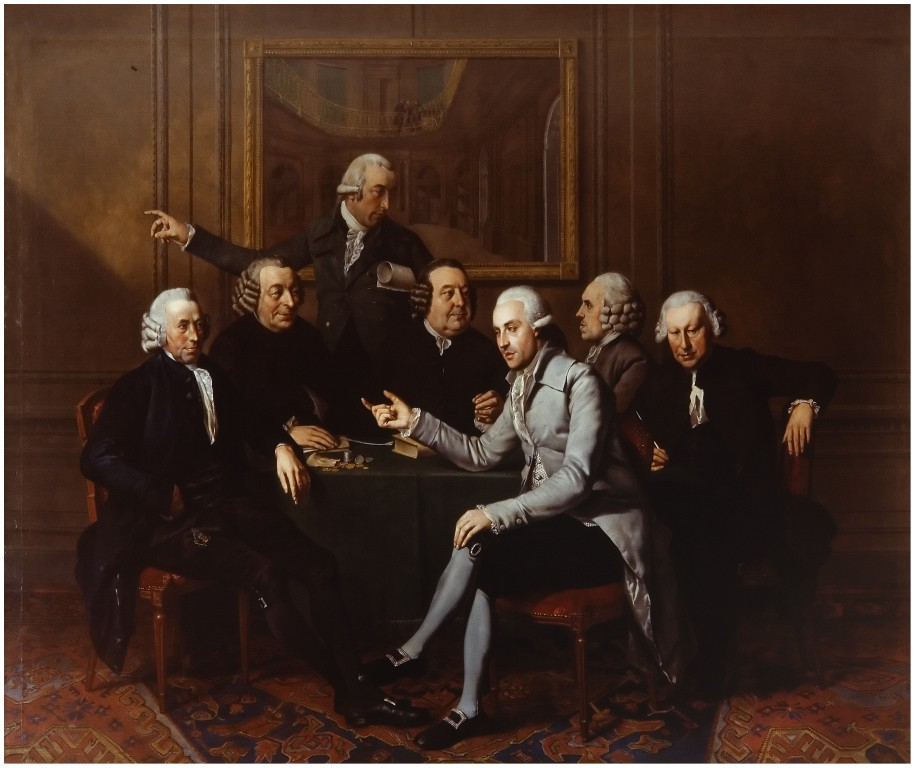
Wybrand Hendriks, Groepsportret van Directeuren van Teylers Stichting, 1786, olieverf op doek, 311 x 258 cm. De staande persoon achterin is Leendert Viervant.

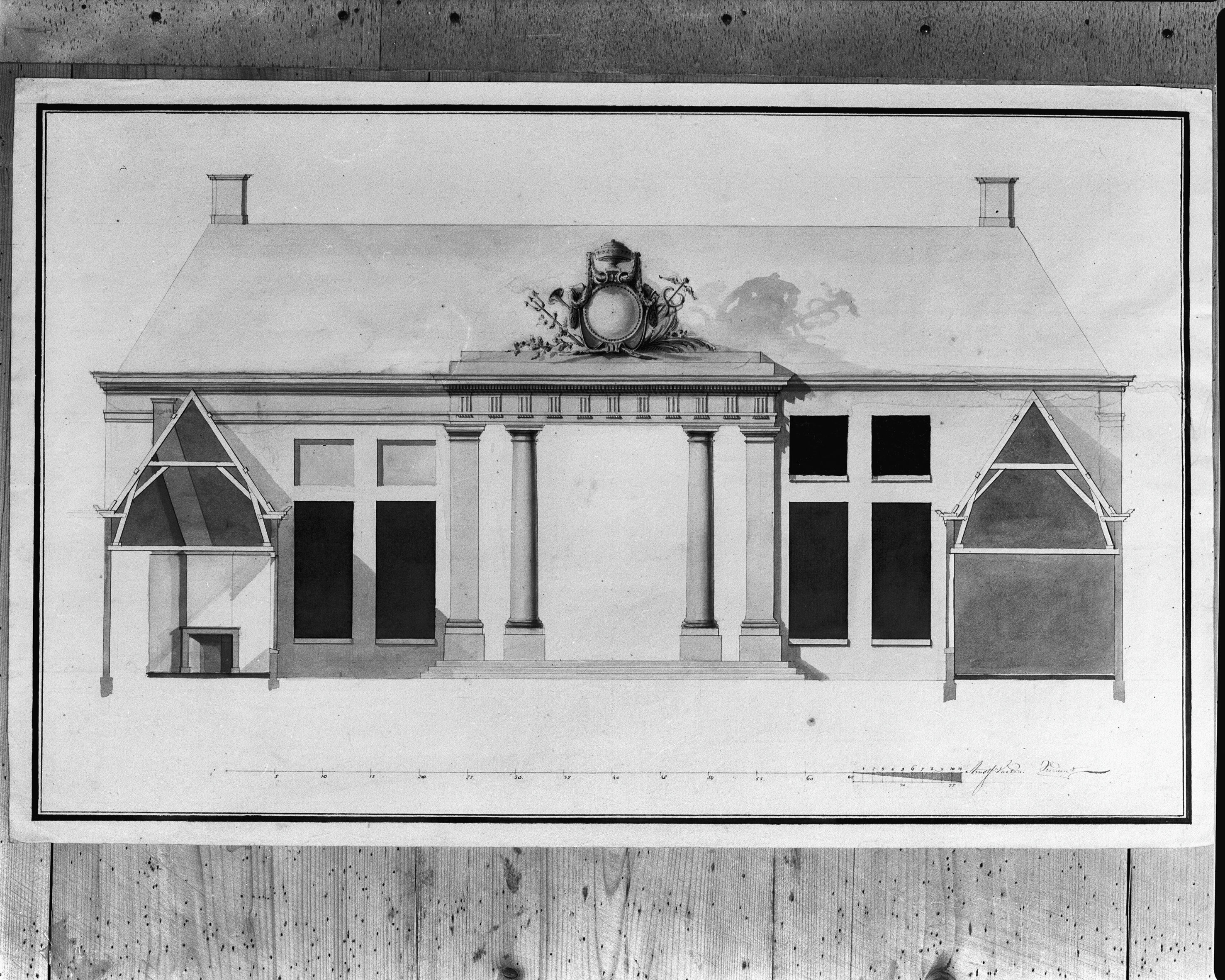
Onuitgevoerd voorontwerp van Leendert Viervant voor het Teylershofje in Haarlem

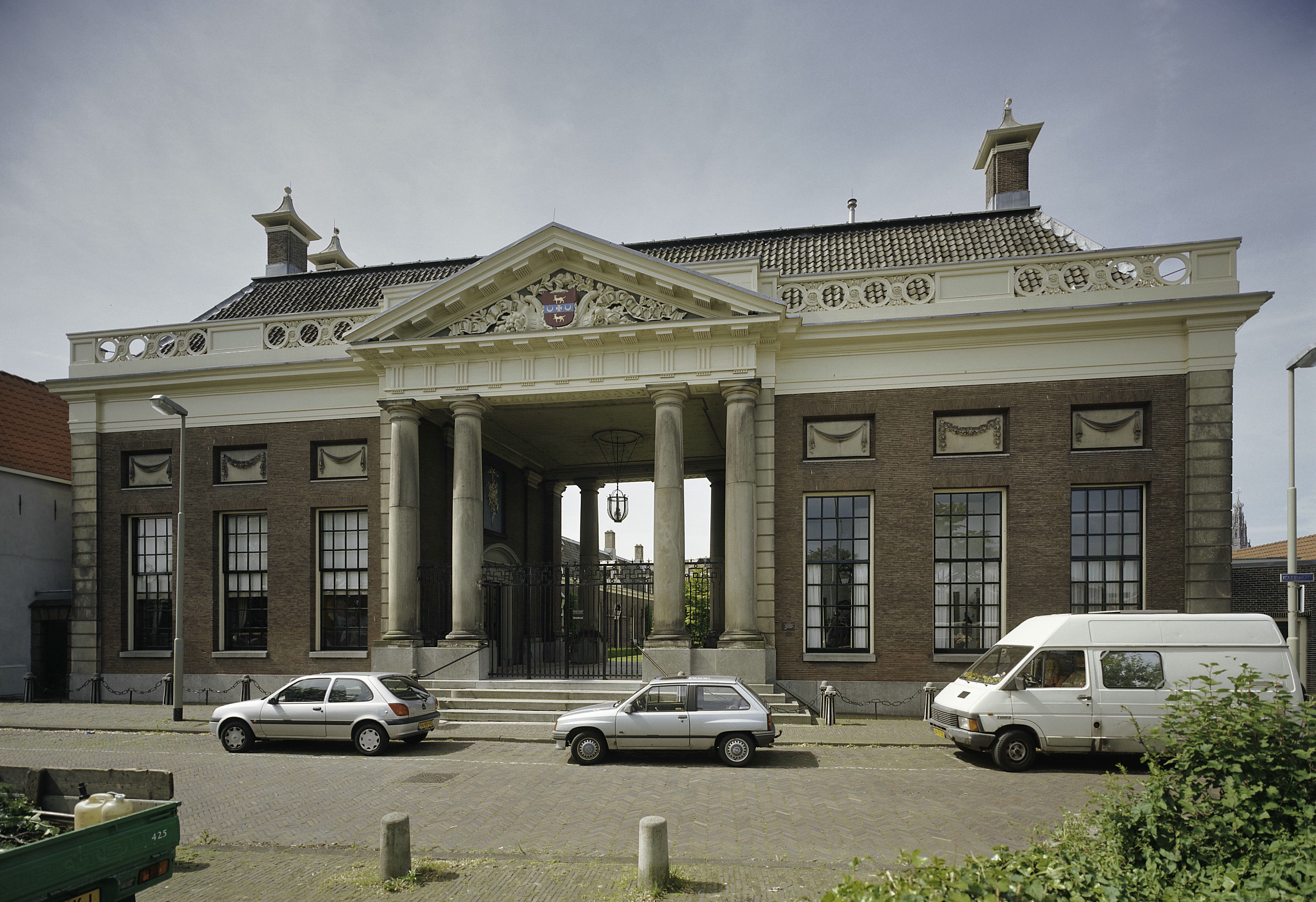
Teylershofje in Haarlem

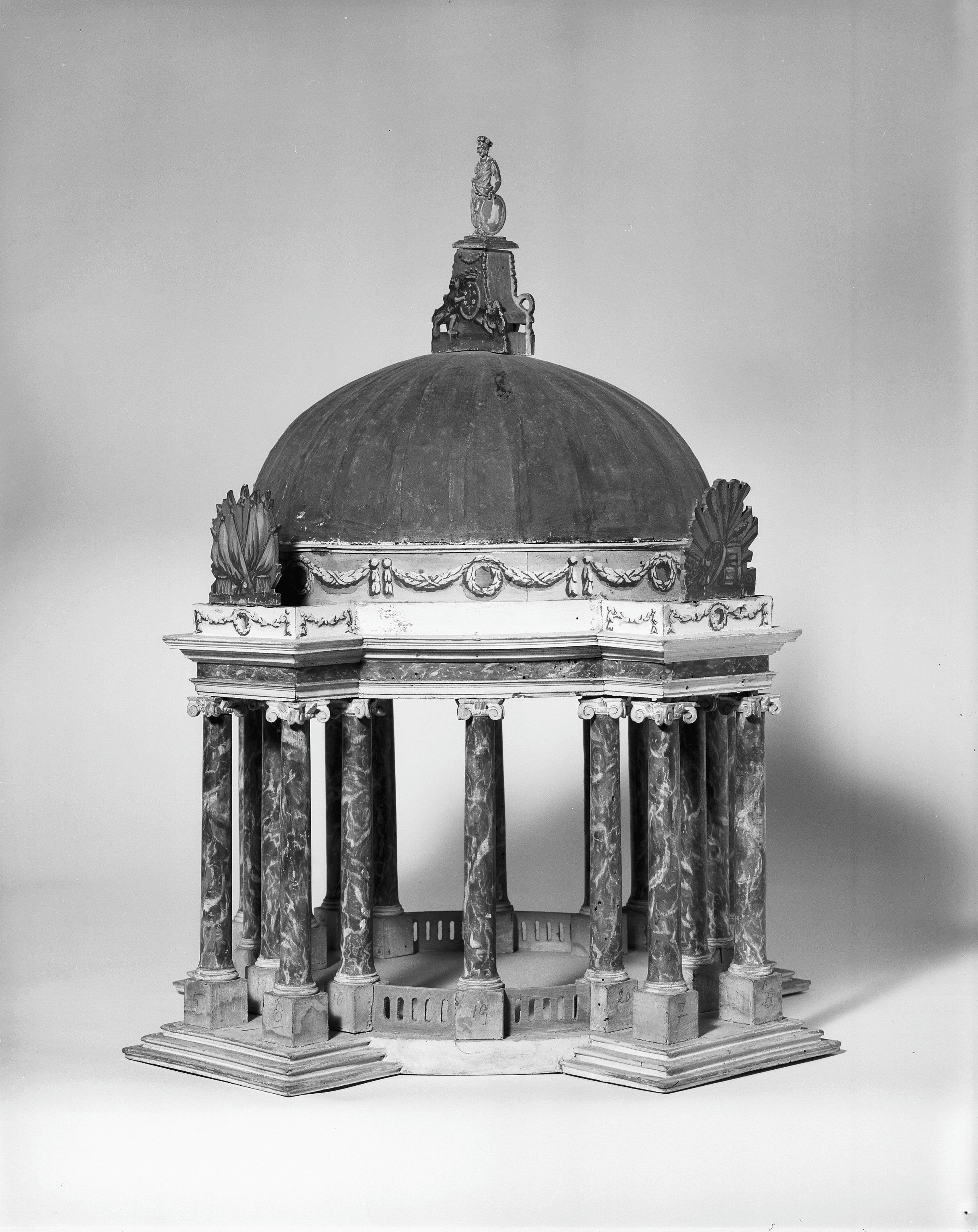
Maquette van de patriotse feesttempel in Haarlem

Leendert Viervant de Jongere (Arnhem, gedoopt 5 maart 1752 – Amsterdam, 4 juli 1801 was een Nederlands architect, meubelmaker en steenhouwer. Zijn bekendste werken zijn de Ovale Zaal van het Teylers Museum en Teylers Hofje, beide te Haarlem.

## Biografie
Leendert behoorde tot het geslacht Viervant, een familie van architecten, meubelmakers en steenhouwers. Zijn vader, Hendrik Viervant (1718-1775), was de zoon van de Arnhemse stadstimmerman Leendert Viervant de Oudere (1689-1762). Zijn moeder, Catharina Maria Otten (1718-1786), was de zus van de neoclassicistische architect Jacob Otten Husly (1738-1796). Leendert Viervant trouwde op 21 juli 1776 in Amsterdam met Clasina Frauen (1753-1814), de dochter van Amsterdamse steenhouwer en bouwmeester Asmus Frauen. Samen kregen ze twee zonen en vijf dochters. Leenderts jongere broer Hendrik Husly Viervant (1754-1814) werd predikant en zou in 1792 eveneens naar Amsterdam verhuizen. Leenderts zuster Bertha Elisabeth Viervant (1760-1810) trouwde met haar neef, de Arnhemse architect Roelof Roelofs Viervant (1755-1819), de zoon van Hendriks broer Anthony Viervant.
Dankzij zijn familie kreeg Leendert een gedegen opleiding, hij was leerling op het atelier van zijn oom Husly in Amsterdam. In 1768 werd hij als gildelid ingeschreven bij het steenhouwergilde te Amsterdam, waar hij woonde en werkte. Hij woonde aan de Amstel en later nabij Hogesluis (1784-1790). Kort na zijn toelating tot het steenhouwergilde kreeg hij de opdracht tot het vervaardigen van Bardiglio Marmere schoorsteenmantel met holle stijlen en ornament in het midden voor f 180,- voor de kerkmeesterskamer in de Oude Kerk in Amsterdam. Ook verrichtte hij er werkzaamheden aan het zuidportaal.
Als steenhouwer raakte hij later herhaaldelijk betrokken bij de uitvoering van bouwwerken van Husly, zoals bij de bouw van het Stadhuis van Weesp (1772-1776) en bij het koorhek in de Sint-Janskerk in Gouda (1779); misschien ook bij de bouw van de Grote Kerk in Harlingen (1772-1775). Daarnaast was hij in 1778 betrokken bij de nieuwe aankleding van de raadzaal in het toenmalige Stadhuis van Hoorn.

## Teylers Museum
In 1779 kreeg de toen 27-jarige Viervant van de Directeuren van Teylers Stichting de opdracht tot het ontwerpen en bouwen van een boek- en konstzael achter het Fundatiehuis, het voormalige Haarlemse woonhuis van Pieter Teyler van der Hulst in de Damstraat. Voor zijn ontwerp, in de stijl van het neoclassicisme, baseerde hij zich op het werk van bekende architecten, zoals Jean François de Neufforge, Michelangelo Buonarroti en Artus Quellinus. De stucdecoraties werden door zijn oom Husly gemaakt. Voor het werk ontving Viervant een honorarium van ongeveer 9.500 gulden, waarmee hij waarschijnlijk een van de best bestaalde Nederlandse architecten uit de 18de eeuw was.
In 1784 werd zijn Ovale Zaal opgesteld voor bezoekers. Naast de museumzaal was Viervant ook verantwoordelijk voor de piramidevormige vitrines, de behuizing voor de globes en het onderstel van Van Marums grote elektriseermachine. Later ontwierp hij ook de sterrenwacht boven op de Ovale Zaal.

## Teylers Hofje
Pieter Teyler van der Hulst vestigde al een hofje in 1752, na de dood van zijn vrouw. Dit 'Hofje aan het Klein Heiligland' vestigde hij op het terrein van het huidige Vrouwe- en Antonie Gasthuys. In zijn testament bepaalde hij dat er een nieuw hofje gebouwd moest worden aan het Spaarne. In september 1780, toen de bouw van de Ovale Zaal in volle gang was, kreeg Viervant opdracht om de eerste tekeningen te vervaardigen voor uitbreiding van het 'Hofje aan het Klein Heiligland'.
Tot de uitvoering van deze plannen is het nooit gekomen. In 1784 werd de brouwerij 'Het Hoefijzer' aan de Koudenhorn aangekocht en in september 1784 legde Viervant de eerste schetsen van het huidige Teylers Hofje aan de Directeuren voor. Op basis van Viervants bouwtekeningen maakte Dirk Vreedenburg vervolgens tussen februari en april 1785 een houten maquette van het voorgebouw. Kort daarna werd begonnen met de bouw van het complex. Op 13 april 1787 was men hiermee zover gevorderd dat de 24 huisjes aan de toekomstige bewoonsters werden toegewezen, die deze enkele weken later betrokken.

## Latere loopbaan
Politiek behoorde Leendert Viervant net als Husly en het bestuur van Teylers tot de Patriotten. In september 1787 werd hij belast met de bouw van de ronde feesttempel van twaalf Ionische zuilen op de Grote Markt in Haarlem waar de nieuwe patriotse stadsbestuurders de eed op het nieuwe bestuursreglement moesten afleggen. De maquette is bewaard gebleven. In juni 1787 verwierf hij mogelijk de opdracht voor de bouw van het clubhuis pand van de Vaderlandsche Sociëteit aan de Amsterdamse Kalverstraat, waarvan toen alleen het achterhuis gereedkwam; in 1788-1790 zou de rest worden voltooid door de eveneens patriotse architect Pierre Esaie Duyvené.
In Hoorn werd hij in het midden van de jaren tachtig door de patriotse secretaris van het College van Gecommitteerde Raden van het Noorderkwartier, Bernardus Blok, voor het interieur van zijn woonhuis Grote Oost 22 in de arm genomen. Ongetwijfeld dankzij Blok wist hij nog twee overheidsopdrachten in Hoorn te verwerven, namelijk voor de inwendige modernisering van de kapel van het gewezen Ceciliaklooster ten behoeve van de Staten van Holland en West-Friesland (1788), en voor de nieuwe voorgevel van het zojuist door hen aangekochte buurpand van het Statencollege, Roode Steen 16 (1789).
Na de Restauratie van de Oranjes in het najaar van 1787 raakte Viervant uit de gratie en vervolgens in de financiële problemen, zodat hij om zijn schuldeisers te ontlopen zelfs een tijdje naar Leiden is uitgeweken. Zijn enige bekende werk uit deze jaren was het kleine hervormde dorpskerkje van Holysloot (1790-1791), dat in 1846 door het huidige vervangen zou worden. Mogelijk maakte hij ook in 1791 een (onuitgevoerd) herbouwontwerp voor de vier jaar eerder ontplofte Onze Lieve Vrouwekapel te Amersfoort.
In 1798 werd hij benoemd tot stadsmoddermeester, en daarmee een van de drie directeuren van de Stadswerken en Gebouwen te Amsterdam, nadat zijn voorganger Barend Goudriaan, in verband met zijn Oranjegezindheid, het veld moest ruimen.